# Heaven & Hell (Ava Max)
Heaven & Hell è il primo album in studio della cantante statunitense Ava Max, pubblicato il 18 settembre 2020 dalla Atlantic.

## Antefatti
In un'intervista per Billboard nell'aprile 2019 la cantante ha pianificato di pubblicare l'album entro lo stesso anno, dichiarando che esso avrebbe contenuto, oltre a tracce «tipicamente pop, come Not Your Barbie Girl», anche tracce dove ella «esprimeva la sua vulnerabilità». Tuttavia l'album è stato poi posticipato ai primi mesi del 2020: nel dicembre 2019 Max ha annunciato che «sarebbe uscito molto presto», confermando inoltre che era in fase di completamento. Più avanti la cantante ha spiegato che i testi delle canzoni «avevano dietro un profondo significato e che non rappresentavano soltanto divertimento»; ha poi rivelato anche che alcune «erano molto forti e piene di potenza», mentre altre «erano più emotive».

## Promozione
Il primo singolo tratto dall'album è stato Sweet but Psycho, lanciato il 17 agosto 2018: esso si è rivelato la svolta commerciale dell'artista, posizionandosi in testa alle classifiche di 22 paesi, tra cui Germania, Nuova Zelanda, Regno Unito e Svezia, mentre è entrato in top ten negli Stati Uniti e in altre nazioni.
So Am I è stato pubblicato come secondo singolo il 7 marzo 2019. Ha riscosso un moderato successo, arrivando in top twenty in Australia, Germania e Regno Unito. Ad esso ha fatto seguito Torn, pubblicato il 19 agosto 2019 e scelto in Italia per la pubblicità autunnale della FIAT. Il 12 dicembre 2019 è stato messo in commercio Salt, già disponibile sul canale YouTube della cantante da giugno 2018, che ha raggiunto le top ten di alcuni mercati europei.
Kings & Queens è stato pubblicato come quinto singolo estratto il 12 marzo 2020. Ha raggiunto la 19ª della classifica britannica e la 13ª di quella statunitense. Who's Laughing Now è stato estratto il 30 luglio 2020 come sesto singolo. Il 3 settembre successivo OMG What's Happening è stato pubblicato come singolo promozionale. Il 4 dicembre 2020 My Head & My Heart è stato mandato nella contemporary hit radio italiana, venendo quindi estratto come primo singolo dalla ristampa dell'album.

## Accoglienza
| Recensione       | Giudizio |
| ---------------- | -------- |
| AllMusic         |          |
| Evening Standard |          |
| The Guardian     |          |
| Us Weekly        |          |

Neil Z. Yeung di AllMusic sostiene che Heaven & Hell è «una gemma d'arte realizzata con perizia», lodando il disco per mettere in mostra l'estensione vocale e la personalità di Ava Max. In un articolo per Evening Standard, invece, Helena Wadia ha criticato l'album per l'uso del «pop industriale» e «tropi testuali», nonostante abbia trovato Max abile «nello scrivere canzoni orecchiabili», concludendo che «[Heaven & Hell] non ha personalità sostanzialmente».

## Tracce
1. H.E.A.V.E.N – 1:46 (Amanda Ava Koci, Henry Walter)
2. Kings & Queens – 2:42 (Amanda Ava Koci, Henry Walter, Nadir Khayat, Jakke Erixon, Mimoza Blinsson, Hillary Bernstein, Madison Love, Desmond Child, Brett McLaughlin)
3. Naked – 3:42 (Amanda Ava Koci, Henry Walter, Madison Love, Jessie Eden Malakouti, Diederik van Elsas, Parrish Warrington, Bonnie McKee)
4. Tattoo – 2:39 (Amanda Ava Koci, Henry Walter, Charlie Puth, Jacob Kasher Hindlin, Andreas Haukeland, Elof Loelv)
5. OMG What's Happening – 2:59 (Amanda Ava Koci, Henry Walter, Henri Antero Salonen, Jason Gill, Sorana Pacurar, Roland Spreckley)
6. Call Me Tonight – 2:50 (Amanda Ava Koci, Henry Walter, Madison Love, Tove Lo, Shellback, Ludvig Söderberg, Jakob Jerlström)
7. Born to the Night – 3:19 (Amanda Ava Koci, Henry Walter, Madison Love, Roland Spreckley, Thomas Eriksen, Peter Schilling)
8. Torn – 3:18 (Amanda Ava Koci, Thomas Eriksen, Jim Lavigne, Madison Love, Samuel Denison Martin, Henry Walter)
9. Take You to Hell – 2:44 (Amanda Ava Koci, Henry Walter, Madison Love, Roland Spreckley, Maria Jane Smith, Victor Thell, Khristian Arenada)
10. Who's Laughing Now – 3:00 (Amanda Ava Koci, Henry Walter, Madison Love, Måns Wredenberg, Noonie Bao, Linus Wiklund)
11. Belladonna – 3:23 (Amanda Ava Koci, Henry Walter, Elof Loelv)
12. Rumors – 3:12 (Amanda Ava Koci, Henry Walter, Madison Love, Jim Lavigne, Sorana Pacurar, Samuel Gray, Fridolin Walcher, Jonas Becker, Timofei Crudu, Christoph Bauss)
13. So Am I – 3:04 (Amanda Ava Koci, Henry Walter, Roland Spreckley, Maria Jane Smith, Victor Thell, Gigi Grombacher, Martin Sue)
14. Salt – 3:00 (Amanda Ava Koci, Henry Walter, Madison Love, Autumn Rowe, Nicole Morier)
15. Sweet but Psycho – 3:07 (Amanda Ava Koci, Henry Walter, Madison Love, Andreas Andersen Haukeland, William Lobban Bean)

Traccia bonus nell'edizione digitale
1. My Head & My Heart – 2:54 (Amanda Ava Koci, Henry Walter, Jonas Blue, Thomas Eriksen, Madison Love)

Tracce bonus nell'edizione giapponese
1. Kings & Queens (Acoustic) – 3:08 (Amanda Ava Koci, Henry Walter, Nadir Khayat, Jakke Erixon, Mimoza Blinsson, Hillary Bernstein, Madison Love, Desmond Child, Brett McLaughlin)
2. Not Your Barbie Girl – 3:07 (Amanda Ava Koci, Henry Walter, Madison Love, Claus Norreen, Søren Rasted)
3. So Am I (Acoustic) – 3:04 (Amanda Ava Koci, Henry Walter, Roland Spreckley, Maria Jane Smith, Victor Thell, Gigi Grombacher, Martin Sue)
4. Salt (Acoustic) – 3:10 (Amanda Ava Koci, Henry Walter, Madison Love, Autumn Rowe, Nicole Morier)
5. Sweet but Psycho (Acoustic) – 2:59 (Amanda Ava Koci, Henry Walter, Madison Love, Andreas Andersen Haukeland, William Lobban Bean)

Note
- Kings & Queens contiene interpolazioni tratte da If You Were a Woman (And I Was a Man) di Bonnie Tyler.
- Born to the Night contiene interpolazioni tratte da Major Tom (Coming Home) di Peter Schilling.
- My Head & My Heart contiene elementi tratti da Around the World (La La La La La) degli A Touch of Class, cover di Pesenka dei Ruki Vverch.

## Formazione
Hanno partecipato alle registrazioni, secondo le note di copertina:
Musicisti
- Ava Max – voce
- A Strut – programmazione, tastiera (traccia 6)
- Shellback – programmazione, tastiera, batteria, chitarra acustica (traccia 6)

Produzione
- Ava Max – produzione esecutiva
- Cirkut – produzione esecutiva, produzione e registrazione (tracce 8 e 14), ingegneria del suono (traccia 13), missaggio (traccia 14)
- Șerban Ghenea – missaggio (eccetto traccia 14)
- John Hanes – assistenza al missaggio (eccetto traccia 14)
- Chris Gehringer – mastering
- RedOne – produzione (traccia 2)
- Trackside – produzione (traccia 3)
- Hank Solo – produzione aggiuntiva (traccia 5)
- Jason Gill – produzione aggiuntiva (traccia 5)
- Shellback – produzione (traccia 6)
- Earwulf – produzione (traccia 7), co-produzione (traccia 8)
- Lotus IV – produzione (traccia 8)
- Fridolin Walcher – produzione aggiuntiva (traccia 12)
- Victor Thell – produzione aggiuntiva (traccia 13)
- Sean Myer – produzione aggiuntiva (traccia 15)

## Successo commerciale
L'album ha debuttato al 2º posto della Official Albums Chart britannica grazie a 8 306 copie vendute, segnando il debutto più alto della settimana e la prima top ten della cantante.

## Classifiche

### Classifiche settimanali
| Classifica (2020-21) | Posizione massima |
| -------------------- | ----------------- |
| Australia            | 7                 |
| Austria              | 6                 |
| Belgio (Fiandre)     | 7                 |
| Belgio (Vallonia)    | 14                |
| Canada               | 16                |
| Croazia              | 12                |
| Danimarca            | 14                |
| Finlandia            | 6                 |
| Francia              | 14                |
| Germania             | 7                 |
| Giappone             | 42                |
| Irlanda              | 17                |
| Islanda              | 29                |
| Italia               | 28                |
| Lituania             | 10                |
| Norvegia             | 2                 |
| Nuova Zelanda        | 20                |
| Paesi Bassi          | 6                 |
| Polonia              | 25                |
| Regno Unito          | 2                 |
| Repubblica Ceca      | 5                 |
| Slovacchia           | 4                 |
| Spagna               | 8                 |
| Stati Uniti          | 27                |
| Svezia               | 7                 |
| Svizzera             | 5                 |
| Ungheria             | 2                 |

### Classifiche di fine anno
| Classifica (2020) | Posizione |
| ----------------- | --------- |
| Belgio (Fiandre)  | 140       |
| Finlandia         | 3         |
| Francia           | 161       |
| Norvegia          | 33        |
| Paesi Bassi       | 61        |
| Slovacchia        | 9         |
| Svizzera          | 83        |
| Ungheria          | 30        |
| Classifica (2021) | Posizione |
| Austria           | 29        |
| Belgio (Fiandre)  | 41        |
| Belgio (Vallonia) | 82        |
| Danimarca         | 31        |
| Francia           | 98        |
| Germania          | 63        |
| Norvegia          | 12        |
| Paesi Bassi       | 24        |
| Stati Uniti       | 186       |
| Svezia            | 43        |
| Svizzera          | 33        |
| Ungheria          | 81        |
| Classifica (2022) | Posizione |
| Belgio (Fiandre)  | 122       |
| Belgio (Vallonia) | 158       |
| Francia           | 167       |
| Classifica (2023) | Posizione |
| Ungheria          | 95        |

## Date di pubblicazione
| Paese    | Data di pubblicazione | Formato                              | Etichetta discografica | Note          |
| -------- | --------------------- | ------------------------------------ | ---------------------- | ------------- |
| Mondo    | 18 settembre 2020     | CD, MC, download digitale, streaming | Atlantic               | [ 72 ] [ 73 ] |
| Europa   | 18 dicembre 2020      | LP                                   | Atlantic               | [ 74 ]        |
| Giappone | 13 gennaio 2021       | CD                                   | Warner Music Japan     | [ 33 ]        |